# Vietnam ai Giochi della XXXIII Olimpiade
Il Vietnam ha partecipato ai Giochi della XXXIII Olimpiade, svoltisi a Parigi dal 26 luglio all'11 agosto 2024, con una delegazione di 16 atleti, 4 uomini e 12 donne, in 11 discipline.
I portabandiera alla cerimonia di apertura sono stati Lê Đức Phát e Nguyễn Thị Thật.

## Delegazione
| Sport             | Uomini | Donne | Totale |
| ----------------- | ------ | ----- | ------ |
| Atletica leggera  | 0      | 1     | 1      |
| Badminton         | 1      | 1     | 2      |
| Canoa/kayak       | 0      | 1     | 1      |
| Canottaggio       | 0      | 1     | 1      |
| Ciclismo          | 0      | 1     | 1      |
| Judo              | 0      | 1     | 1      |
| Nuoto             | 1      | 1     | 2      |
| Pugilato          | 0      | 2     | 2      |
| Sollevamento pesi | 1      | 0     | 1      |
| Tiro a segno/volo | 0      | 2     | 2      |
| Tiro con l'arco   | 1      | 1     | 2      |
| Totale            | 4      | 12    | 16     |

## Atletica
| Q | Qualificato al turno successivo per la posizione in qualificazione                                                           |
| q | Qualificato per il turno successivo per ripescaggio o, negli eventi su campo, conquistando la misura minima per qualificarsi |

### Femminile
Eventi su pista e strada
| Atleta           | Evento | Preliminare | Preliminare | Batteria | Batteria  | Semifinale      | Semifinale      | Finale          | Finale          |
| Atleta           | Evento | Tempo       | Risultato   | Tempo    | Risultato | Tempo           | Risultato       | Tempo           | Risultato       |
| ---------------- | ------ | ----------- | ----------- | -------- | --------- | --------------- | --------------- | --------------- | --------------- |
| Trần Thị Nhi Yến | 100 m  | 11"81       | 1ª Q        | 11"79    | 7ª        | non qualificata | non qualificata | non qualificata | non qualificata |

## Badminton

### Maschile
| Atleta      | Evento  | Fase a gruppi        | Fase a gruppi         | Fase a gruppi | Ottavi di finale     | Quarti di finale     | Semifinale           | Finale Oro / Bronzo  | Finale Oro / Bronzo |
| Atleta      | Evento  | Avversario Risultato | Avversario Risultato  | Rank          | Avversario Risultato | Avversario Risultato | Avversario Risultato | Avversario Risultato | Rank                |
| ----------- | ------- | -------------------- | --------------------- | ------------- | -------------------- | -------------------- | -------------------- | -------------------- | ------------------- |
| Lê Đức Phát | Singolo | Roth (GER) V (2-0)   | Prannoy (IND) P (1-2) | 2º            | non qualificato      | non qualificato      | non qualificato      | non qualificato      | non qualificato     |

### Femminile
| Atleta           | Evento  | Fase a gruppi        | Fase a gruppi        | Fase a gruppi | Ottavi di finale     | Quarti di finale     | Semifinale           | Finale Oro / Bronzo  | Finale Oro / Bronzo |
| Atleta           | Evento  | Avversario Risultato | Avversario Risultato | Rank          | Avversario Risultato | Avversario Risultato | Avversario Risultato | Avversario Risultato | Rank                |
| ---------------- | ------- | -------------------- | -------------------- | ------------- | -------------------- | -------------------- | -------------------- | -------------------- | ------------------- |
| Nguyễn Thùy Linh | Singolo | Ho (AUS) V (2-0)     | Zhang (USA) P (1-2)  | 2º            | non qualificata      | non qualificata      | non qualificata      | non qualificata      | non qualificata     |

## Canoa/Kayak

### Femminile
| Atleta           | Evento   | Batteria | Batteria   | Quarti di finale | Quarti di finale | Semifinale      | Semifinale      | Finale          | Finale          |
| Atleta           | Evento   | Tempo    | Classifica | Tempo            | Classifica       | Tempo           | Classifica      | Tempo           | Classifica      |
| ---------------- | -------- | -------- | ---------- | ---------------- | ---------------- | --------------- | --------------- | --------------- | --------------- |
| Nguyễn Thị Hương | C1 200 m | 49"74    | 6º QF      | 49"09            | 6º               | non qualificata | non qualificata | non qualificata | non qualificata |

## Canottaggio

### Femminile
| Atleta       | Evento            | Batterie | Batterie  | Ripescaggio | Ripescaggio | Quarti  | Quarti    | Semifinale | Semifinale | Finale  | Finale    |
| Atleta       | Evento            | Tempo    | Posizione | Tempo       | Posizione   | Tempo   | Posizione | Tempo      | Posizione  | Tempo   | Posizione |
| ------------ | ----------------- | -------- | --------- | ----------- | ----------- | ------- | --------- | ---------- | ---------- | ------- | --------- |
| Phạm Thị Huệ | Singolo femminile | 8:03.84  | 4 R       | 8:00.97     | 2 QF        | 7:56.96 | 6 SC/D    | 8:22.85    | 6 FD       | 7:47.84 | 23        |

Legenda Qualificazioni: FA=Finale A (medaglia); FB=Finale B (non medaglia); FC=Finale C (non medaglia); FD=Finale D (non medaglia); FE=Finale E (non medaglia); FF=Finale F (non medaglia); SA/B=Semifinali A/B; SC/D=Semifinali C/D; SE/F=Semifinali E/F; QF=Quarti di finale; R=Ripescaggio

## Ciclismo

### Femminile
| Atleta          | Evento         | Tempo    | Posizione |
| --------------- | -------------- | -------- | --------- |
| Nguyễn Thị Thật | Corsa in linea | 4h10'47" | 73ª       |

## Judo

### Femminile
| Atleta         | Evento | 16-esimi                    | Ottavi               | Quarti               | Semifinali           | Ripescaggio          | Med. bronzo          | Finale               | Posizione       |
| Atleta         | Evento | Avversario Risultato        | Avversario Risultato | Avversario Risultato | Avversario Risultato | Avversario Risultato | Avversario Risultato | Avversario Risultato | Posizione       |
| -------------- | ------ | --------------------------- | -------------------- | -------------------- | -------------------- | -------------------- | -------------------- | -------------------- | --------------- |
| Hoàng Thị Tình | −48 kg | Bedioui (TUN) P (0000-0001) | non qualificata      | non qualificata      | non qualificata      | non qualificata      | non qualificata      | non qualificata      | non qualificata |

## Nuoto

### Maschile
| Atleta           | Evento              | Batterie | Batterie | Semifinali      | Semifinali      | Finale          | Finale          |
| Atleta           | Evento              | Tempo    | Pos.     | Tempo           | Pos.            | Tempo           | Pos.            |
| ---------------- | ------------------- | -------- | -------- | --------------- | --------------- | --------------- | --------------- |
| Nguyễn Huy Hoàng | 800 m stile libero  | 8''03"39 | 28º      | non qualificato | non qualificato | non qualificato | non qualificato |
| Nguyễn Huy Hoàng | 1500 m stile libero | 15'18"63 | 21º      | non qualificato | non qualificato | non qualificato | non qualificato |

### Femminile
| Atleta         | Evento      | Batterie | Batterie | Semifinali      | Semifinali      | Finale          | Finale          |
| Atleta         | Evento      | Tempo    | Pos.     | Tempo           | Pos.            | Tempo           | Pos.            |
| -------------- | ----------- | -------- | -------- | --------------- | --------------- | --------------- | --------------- |
| Võ Thị Mỹ Tiên | 200 m misti | 2'17"18  | 27º      | non qualificato | non qualificato | non qualificato | non qualificato |

## Pugilato

### Femminile
| Atleta         | Evento                | Sedicesimi            | Ottavi di finale         | Quarti di finale     | Semifinali           | Finale               | Pos.            |
| Atleta         | Evento                | Avversaria Risultato  | Avversaria Risultato     | Avversaria Risultato | Avversaria Risultato | Avversaria Risultato | Pos.            |
| -------------- | --------------------- | --------------------- | ------------------------ | -------------------- | -------------------- | -------------------- | --------------- |
| Võ Thị Kim Ánh | Pesi gallo (-54 kg)   | Pawar (IND) P (0-5)   | non qualificata          | non qualificata      | non qualificata      | non qualificata      | non qualificata |
| Hà Thị Linh    | Pesi leggeri (-60 kg) | Epenisa (TGA) V (5-0) | Yang Wenlu (CHN) P (0-5) | non qualificata      | non qualificata      | non qualificata      | non qualificata |

## Sollevamento pesi

### Maschile
| Atleta         | Evento | Strappo   | Strappo    | Slancio         | Slancio         | Totale          | Classifica      |
| Atleta         | Evento | Risultato | Classifica | Risultato       | Classifica      | Totale          | Classifica      |
| -------------- | ------ | --------- | ---------- | --------------- | --------------- | --------------- | --------------- |
| Trịnh Văn Vinh | –61 kg | 128 kg    | nm         | non qualificato | non qualificato | non qualificato | non qualificato |

## Tiro a segno/volo

### Femminile
| Atleta            | Evento                     | Qualificazione | Qualificazione | Finale          | Finale          |
| Atleta            | Evento                     | Punteggio      | Classifica     | Punteggio       | Classifica      |
| ----------------- | -------------------------- | -------------- | -------------- | --------------- | --------------- |
| Trịnh Thu Vinh    | Pistola 10m aria compressa | 578            | 4º Q           | 198.6           | 4º              |
| Trịnh Thu Vinh    | Pistola 25m automatica     | 587            | 4º Q           | 16              | 7º              |
| Lê Thị Mộng Tuyền | Pistola 10m aria compressa | 621.1          | 40º            | non qualificata | non qualificata |

## Tiro con l'arco

### Maschile
| Atleta        | Evento      | Round di qualificazione | Round di qualificazione | 32-esimi                  | 16-esimi                  | Ottavi                    | Quarti                    | Semifinali                | Finale/ Finale per il bronzo | Pos.            |
| Atleta        | Evento      | Punteggio               | Seed                    | Avversario Seed Punteggio | Avversario Seed Punteggio | Avversario Seed Punteggio | Avversario Seed Punteggio | Avversario Seed Punteggio | Avversario Seed Punteggio    | Pos.            |
| ------------- | ----------- | ----------------------- | ----------------------- | ------------------------- | ------------------------- | ------------------------- | ------------------------- | ------------------------- | ---------------------------- | --------------- |
| Lê Quốc Phong | Individuale | 652                     | 47º                     | Olaru (MDA) P (0-6)       | non qualificato           | non qualificato           | non qualificato           | non qualificato           | non qualificato              | non qualificato |

### Femminile
| Atleta            | Evento      | Round di qualificazione | Round di qualificazione | 32-esimi                  | 16-esimi                  | Ottavi                    | Quarti                    | Semifinali                | Finale/ Finale per il bronzo | Pos.            |
| Atleta            | Evento      | Punteggio               | Seed                    | Avversario Seed Punteggio | Avversario Seed Punteggio | Avversario Seed Punteggio | Avversario Seed Punteggio | Avversario Seed Punteggio | Avversario Seed Punteggio    | Pos.            |
| ----------------- | ----------- | ----------------------- | ----------------------- | ------------------------- | ------------------------- | ------------------------- | ------------------------- | ------------------------- | ---------------------------- | --------------- |
| Đỗ Thị Ánh Nguyệt | Individuale | 648                     | 37º                     | Fallah (IRI) P (5-6)      | non qualificato           | non qualificato           | non qualificato           | non qualificato           | non qualificato              | non qualificato |

### Misto
| Atleta                          | Evento | Round di qualificazione | Round di qualificazione | 32-esimi                  | 16-esimi                  | Ottavi                    | Quarti                    | Semifinali                | Finale/ Finale per il bronzo | Pos.            |
| Atleta                          | Evento | Punteggio               | Seed                    | Avversario Seed Punteggio | Avversario Seed Punteggio | Avversario Seed Punteggio | Avversario Seed Punteggio | Avversario Seed Punteggio | Avversario Seed Punteggio    | Pos.            |
| ------------------------------- | ------ | ----------------------- | ----------------------- | ------------------------- | ------------------------- | ------------------------- | ------------------------- | ------------------------- | ---------------------------- | --------------- |
| Lê Quốc Phong Đỗ Thị Ánh Nguyệt | Misto  | 1300                    | 24º                     | non qualificato           | non qualificato           | non qualificato           | non qualificato           | non qualificato           | non qualificato              | non qualificato |